# Cucerirea arabă a Magrebului
| Cucerirea arabă a Magrebului                           | Cucerirea arabă a Magrebului                                     |
| ------------------------------------------------------ | ---------------------------------------------------------------- |
| Parte din expansiunea islamică și Războaiele Bizantine |                                                                  |
| Data                                                   | 647–709                                                          |
| Locul                                                  | Africa de Nord                                                   |
| Finalizare                                             | Victoria musulmanilor                                            |
| Schimbări teritoriale                                  | Musulmanii cuceresc integral Africa de Nord                      |
| Părți implicate în conflict                            | Imperiul bizantan- Califatul celor patru Califi bine călăuzitori |

Cucerirea arabă a Magrebului reprezintă o extindere a expansiunii militare arabe ce a avut loc după moartea Profetului Mohamed din anul 632 d.Hr., eveniment ce a stopat dominația bizantină din Magreb și i-a stabilit granițele în Africa de Nord. 
Inițiatorii expedițiilor militare arabe au fost inițial locuitorii Egiptului, acestea având loc pe parcursul a mai multor ani de zile. În cadrul domniei califului Uthman, în anul 647 d.Hr., în Africa de Nord era momentul prielnic pentru raidurile piraților arabi, care s-au extins din Rodos până pe coasta de Sud a Peninsulei Iberice, învingând flota bizantină din estul Mediteranei. Astfel, cucerirea islamică a Magrebului s-a finalizat în anul 709 d.Hr.

## Localizarea sursei
Există foarte puține înregistrări contemporane care să descrie cucerirea arabă a Egiptului, atât între granițele acestuia, cât și dincolo de ele. Mărturiile arabilor care au ieșit victorioși sunt mai lizibile decât cele ale părții adverse, evidențiind impactul pozitiv al cuceririi.
Cele mai vechi relatări arabe care au supraviețuit sunt cele ale lui Ibn Abd-al-Hakem, Ahmed ibn Yahya al-Baladhuri și ale califului ibn Khayyat, reiterate la aproximativ 200 de ani după cuceririle din secolul al IX-lea. Respectivele rapoarte nu conțin foarte multe detalii. Cea mai detaliată relatare este povestea cuceririi Egiptului, Africii de Nord și Spaniei de către Ibn Abd-al-Hakem. Brunschvig⁠(d) a demonstrat că acest raport a fost scris mai degrabă cu scopul de a explica legea lui Maliki decât cu scopul de a consemna faptele în sine. Cu toate acestea, unele dintre incidentele descrise posedă un nucleu istoric și un substrat faptic real.
La începutul secolului al XII-lea, savanții din Cairo au început să dezvolte un nou concept referitor la istoria cuceririi, căruia i s-a dat forma finală de către ar-Raqiq. Manuscrisul lui ar-Raqiq a fost copiat în întregime (de-a lungul multor ani) cu intervenții, completări ale altor autori, atingând apogeul în secolul al XIV-lea, prin intervențiilor savanților precum Ibn Idhari, Ibn Khaldun și Al-Nuwarayri. Aceste ediții ulterioare diferă de cele anterioare nu numai prin cantitatea de detalii, ci și prin reprezentări contradictorii ale evenimentelor.
Această versiune editată a lui ar-Raqiq este cea mai cunoscută și va fi, de asemenea, citată în cele ce urmează. Există o controversă continuă cu privire la ediția care ar trebui preferată, iar pentru mai multe informații, ar trebui să consultați lucrările citate mai jos de Brunschvig⁠(d), Modéran și Benabbès (toți susținătorii ediției anterioare) și Siraj (susținătorii ediției ulterioare).

## Cucerirea

### Prefactum cuceririi
Până în anul 640 d.Hr., arabii ocupaseră: Mesopotamia, făcuseră incursiuni în Armenia și finalizau cucerirea provinciilor bizantine Siria și Egipt. La acel moment, Damascul era reședința Califatului Omeyad. 
Până la sfârșitul anului 641 d.Hr., întregul Egipt se afla sub controlul dinastiei Omayyade. Odată cu distrugerea armatei persane în bătălia de la Nehawend din anul 642, rezistența Noului Imperiu Persan a fost în cele din urmă înfrântă, iar ulterior teritoriile sale au fost ulterior ocupate integral de arabi.
În anul 644 d.Hr., Uthman a devenit cel de-al treilea calif, după califul Omar. În timpul domniei lui Uthman care a durat doisprezece ani, Armenia, Cipru și tot Iranul au fost conexate Imperiului Islamic aflat în plină creștere. Afganistanul și Africa de Nord se confruntau la acel moment cu invazii arabe majore.

### A doua invazie din Africii de Nord
Primul atac asupra Africii de Nord, ordonat de calif, a avut loc în anul 647. Celor 20.000 de soldați arabi care au mărșăluit de la Medina în Egipt li s-au alăturat alți 20.000 la Fustat. Această armată a fost condusă apoi de Abdallah ibn al Sa'ad împotriva Exarhatului Bizantin al Africii și a reușit să cuprindă Tripolitania, în ceea ce este acum Libia. Exarhul Grigorie, care se desprinsese de Imperiul Bizantin ca guvernator local,  și-a adunat aliații și s-a opus armatei islamice. Cu toate acestea, armata sa a fost învinsă în bătălia de la Syhebela, un oraș situate la aproximativ 150 de mile sud de Cartagina. După moartea lui Grigorie, succesorul său, probabil Gennadius, i-a determinat pe arabi să se retragă plătindu-le tribut. Campanie arabă în cauză a durat 15 luni, armata lui Abdallah reîntorcându-se în Egipt în anul 648.
Toate cuceririle musulmane ulterioare au fost împiedicate ulterior de un război civil între partidele arabe rivale, la sfârșitul căruia califul Uthman a fost ucis în anul 656. El a fost înlocuit de Ali ibn Ali Talib, care la rândul său a fost asasinat în anul 661. Dinastia Omayyadă, sub forma unui califat ereditar în mare parte secular și arab, a fost stability în Damasc, iar califul MuʿāwiyaI a pus bazele unui imperiu din Marea Aral până la granița de vest a Egiptului. Acesta a instalat un guvernator în Cairo, creându-și o reședință subordonată care va continua pentru următorii 200 de ani. Ulterior, cel de-al patrulea calif a continuat cucerirea statelor vecine non-musulmane, precum Sicilia și Anatolia în anul 663. În anul 664, Kabul, capitala actuală a Afganistanului, a devenit teritoriul musulmanilor.

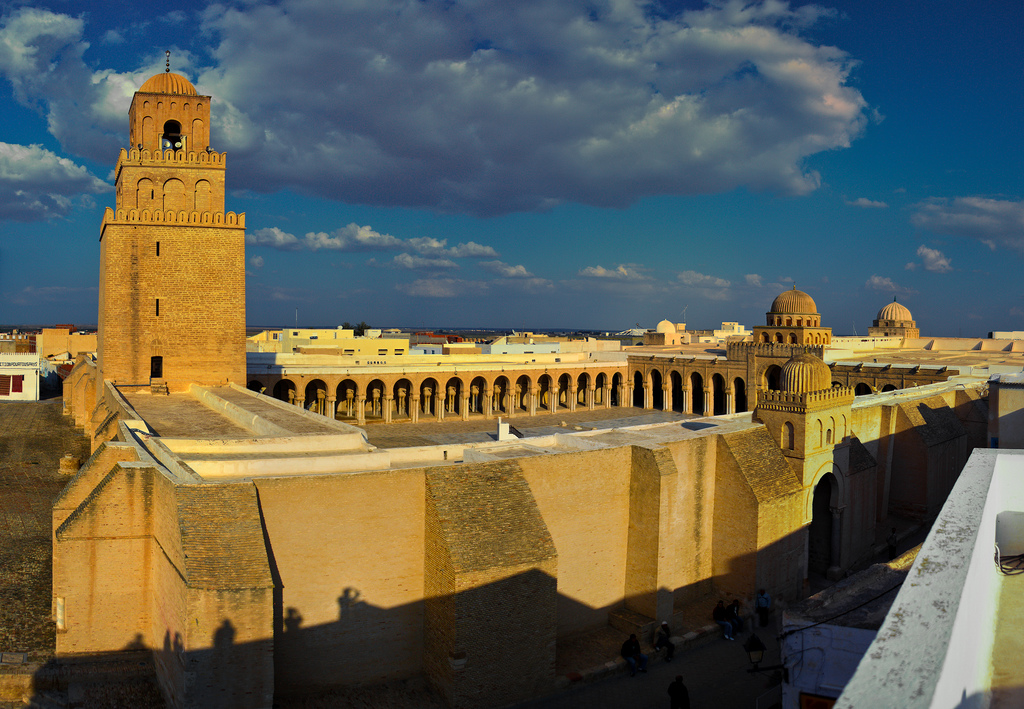
Principala moschee din Kairouan, cunoscută și sub numele de Moscheea Uqbas. A fost fondată de cuceritorul și generalul arab Uqba Ibn Nafi în anul 670 d.Hr. și este cea mai veche moschee din Africa de Nord din orașul Kairouan din Tunisia.

Între anii 665-689 d.Hr. a avut loc o nouă cucerire arabă a  Africii de Nord.
Potrivit lui Will Durant, aceasta a început să protejeze Egiptul: „de un atac de flanc al Cirenaica bizantine”. Astfel, „o armată de aproximativ 40.000 de musulmani a înaintat prin deșert spre Barca, a capturat-o și a mărșăluit spre zona Cartaginei”, iar armata bizantină care apăra orașul a fost învinsă.
Aceasta a fost urmată de o armată de 10.000 de arabi condusă de generalul Uqba ibn Nahi și cărora li sa alăturat mii de alți soldați. După ce a plecat din Damasc, armata a mers în Africa de Nord și a preluat avangarda. În anul 670 d.Hr., orașul Kairowan a fost fondat la aproximativ 100 de mile sud de Tunisul modern ca bază pentru operațiunile militare ulterioare. Ulterior, a devenit capitala provinciei islamice Ifrīqiya, care se întindea pe zonele de coastă din ceea ce este acum vestul Siriei, Tunisia și estul Algeriei. Arabii au înaintat apoi spre interior către cucerirea Magrebului (vestul Africii de Nord), Uqba a asediat orașul de coastă Bejaia și, de asemenea, Tingi, acum Tanger, cucerind ținutul care formase cândva vechea provincie romană Mauretania Tingitana.
Cu toate acestea, arabii au întâmpinat rezistență sporită. Uqba a fost în cele din urmă rechemat de pe coasta Atlanticului. La întoarcerea sa, trupele sale au fost luate în ambuscadă de unități ale unei coaliții bizantino-berbere în bătălia de la Biskra. În acel context, Uqba a fost învins, pierzând bătălia.
Între timp, o nouă luptă pentru putere a izbucnit în califat. Acesta a fost motivul succesiunii rapide a patru califi între moartea lui Muawiya din anul 680 și aderarea lui Abd al-Malik ibn Marwan în anul 685. Cu toate acestea, războiul civil s-a încheiat abia în anul 692 d.Hr., odată cu moartea liderului rebel.

### Cea de-a treia invazie din Africii de Nord
Această dezvoltare a adus cu ea o revenire la condiții interne ordonate, care i-au permis califului să reia cucerirea islamică a Africii de Nord. Aceasta a început cu recucerirea fostei provincii islamice Ifriqiya. Coasta a rămas încă în mâinile bizantine, iar Bizanțul a răspuns trimițând trupe de la Constantinopol, întărite de soldați și corăbii din Sicilia și un puternic contingent de vizigoți din Spania. Acest lucru a forțat armata arabă atacatoare să se retragă în Kairouan.
În primăvara următoare, arabii au lansat un nou atac pe uscat și pe mare, forțând bizantinii și aliații lor să evacueze Cartagina. Arabii au distrus și au ars complet orașul, lăsându-l în dezolare pentru următoarele două secole. O altă bătălie a fost purtată lângă Utica, în care arabii au fost din nou victorioși, forțându-i pe bizantini să părăsească acea parte a Africii. Bizantinii nu au reușit niciodată să recâștige aceste teritorii pierdute.
Aceasta a fost urmată de o revoltă berberă împotriva noilor conducători arabi. Au trecut cinci ani înainte ca Hassan să primească noi trupe din partea califului. Până în anul 698 d.Hr., arabii au cucerit cea mai mare parte a Africii de Nord de la bizantini. Teritoriul a fost împărțit în trei provincii: Egiptul, cu guvernatorul său în al-Fustat, Ifriqiya, cu guvernatorul său în Kairouan, și Magrebul, care include statele actuale Tunisia, Algeria și Maroc, precum și Libia și Mauritania, cu guvernatorul său la Tanger.
Musa ibn Nusair, un general yemenit de succes în campania arabă de cucerire, a fost numit guvernator al Ifriqiya și i s-a dat responsabilitatea pentru înăbușirea unei alte rebeliuni berbere și pentru convertirea populației la islam. Musa și cei doi fii ai săi i-au învins pe rebeli și au înrobit 300.000 de prizonieri de război. Cota califului era de 60.000 de prizonieri. Califul i-a vândut ca sclavi, veniturile fiind îndreptate către vistieria publică. Alți 30.000 de prizonieri au fost forțați să facă serviciul militar.
Musa a avut de-a face și cu amenințarea constantă a flotei bizantine. Așa că și-a construit propria flotă, propunându-și să amenințe insulele creștine Ibiza, Mallorca și Menorca. În timpul înaintării sale în Magreb, acesta a cucerit Algerul în anul 700 d.Hr.

### Încheierea cuceririi
Până în anul 709 d.Hr., toată Africa de Nord era sub controlul Califatului Arab. Singura excepție a fost Ceuta, pe partea africană a Stâlpilor lui Hercule. Unele surse susțin că Ceuta a fost ultimul avanpost bizantin din Africa și că un anume Iulian ar fi fost guvernator bizantin acolo.

## Dezvoltarea continuă
După cucerirea Magrebului, expansiunea islamică s-a extins în Peninsula Iberică. Drept urmare, Imperiul Vizigot a fost cucerit de arabi și a ajuns sub stăpânirea omeiadă.
Populația din Ceuta în anul 709 d.Hr. era formată din mulți refugiați care fugiseră din pricina războiului civil care izbucnise în Spania. Aceștia erau reprezentați de familiile și aliații regretatului rege Vitiza, creștinii arieni care se temeau de convertirile forțate din mâna Bisericii Vizigote și evreii persecutați. Se pare că, Julian i-a oferit apoi lui Musa sprijin împotriva regelui Roderich. Cu toate acestea, un aspect care ridică semne de întrebare în demersurile de cercetare este dacă Julian a fost o persoană reală, dat fiind faptul că în consemnele vremii în jurul numelui său existau multe exagerări.
Există posibilitatea ca Musa să fi văzut oportunitatea de a beneficia de luptele pentru putere din Imperiul Vizigot. Musa a făcut câteva raiduri inițiale pe coasta de sud a Peninsulei Iberice în anul 710, iar în primăvara aceluiași an, Tariq ibn Ziyad, un sclav berber eliberat și general musulman, a cucerit orașul Tanger. Musa l-a numit apoi guvernator acolo, sprijinit de o armată de 1.700 de oameni.
În anul următor, 711 d.Hr., Musa i-a ordonat lui Tariq să cucerească Spania în numele islamului. Tariq a plecat din Ceuta cu nave (se presupune) puse la dispoziție de Julian și a înaintat în Peninsula Iberică, l-a învins pe Roderic și a pornit să asedieze capitala vizigotă Toledo. Acesta împreună cu aliații săi au cucerit și Córdoba, Écija, Granada, Málaga, Sevilla, precum și alte orașe. În timpul acestei expansiuni teritoriale, Tariq a cucerit Spania pentru Islam, mai degrabă decât să ia partid în războiul civil vizigot. Acțiunile sale au demonstrat fără îndoială că Ceuta, ultimul bastion creștin din Africa de Nord, aparținea acum Imperiului Arab. Astfel, cucerirea omeiadă a Spaniei a finalizat cucerirea islamică a Africii de Nord.

## Soarta creștinilor nativi din nord-vestul Africii după cuceririle arabe
Mărturiile istorice consemnate, susțin că între anii între anii 647-709 d.Hr. a avut loc cucerirea Africii de Nord de către Califatul Islamic Omeyad, fapt ce a redus timp de câțiva zeci de ani adoptarea catolicismului în zonă. Opinia predominantă este că biserica catolică nu avea coloana vertebrală a tradiției monahale și suferea și de consecințele diferitelor erezii, dintre care una a fost donatismul, care a dus la dispariția prematură a Bisericii romano-catolice până în prezent în Magreb.  Unii istorici compară acest lucru cu puternica tradiție monahală din Egiptul copt, care este creditată ca un factor care a permis Bisericii Copte să devină credința majoritară până în secolul al XIV-lea. 
Cu toate acestea, cercetările istorice mai recente au părut să conteste acest lucru. Există cu siguranță rapoarte că Biserica Romano-Catolică a continuat în zona de la Tripolitania, actuală zonă de vest din Libia, până în actualul Maroc, timp de câteva secole după finalizarea cuceririi arabe în jurul anului 700 d.Hr. O comunitate creștină este documentată în Qal'a, în centrul Algeriei, în anul 1114 d.Hr. Există, de asemenea, dovezi ale pelerinajelor religioase după anul 850 d.Hr. la mormintele sfinților religie catolică din afara orașului Cartagina, precum și dovezi ale contactelor religioase cu creștinii din Spania arabă. Mai mult, reformele calendaristice adoptate în Europa la acel moment au fost răspândite și printre creștinii locali din Tunis, ceea ce nu ar fi fost posibil dacă nu ar fi existat o conexiune cu Vaticanul.
Catolicismul nativ a fost supus unei presiuni pe măsură ce conducătorii fundamentaliști ai dinastiei almohade și almoravide au ajuns la putere, iar înregistrările arată că s-au făcut cereri pentru creștinii din Tunis să se convertească la islam. Există încă rapoarte despre rezidenți creștini și despre un episcop în orașul Kairouan din jurul anului 1150 d.Hr. Acest consemn este cu atât mai uimitor cu cât acest oraș a fost fondat de musulmanii arabi în jurul anului 680 d.Hr. ca centru administrativ după cucerire. O scrisoare din arhivele bisericii catolice din secolul al XIV-lea Century surprinde existența a patru eparhii în Africa de Nord, cu toate că surprindea un declin semnificativ față de cele peste 400 de eparhii din momentul cuceririi islamice până la începutul secolului al VIII-lea.
Creștinii berberi au continuat să trăiască în Tunis și Nefzaoua în sudul Tunisiei până la începutul secolului al XV-lea. În primul sfert al secolului al XV-lea, creștinii locali din Tunis, deși în mare măsură asimilați, și-au extins biserica pentru că probabil ultimii creștini din întreg Magrebul se adunaseră acolo. 
Când francezii au venit în Algeria și Tunisia, din postura de cuceritori coloniali din anul 1830, nu mai existau creștini catolici nativi în acele locuri. Adoptarea crescândă catolicismului în regiune după cucerirea franceză s-a bazat pe coloniști, în special pe coloniștii europeni, care au părăsit în mare parte țara când statele de acolo câștigat independența.